# Холостенко Микола В'ячеславович
Мико́ла В'ячесла́вович Холосте́нко (7 лютого 1902 , Київ, Київська губернія, Російська імперія  — 1978 , Київ ) — український архітектор.

## Біографія
Народився 7 грудня 1902 року в місті Києві (за іншими даними — в Лодзі у сучасній Польщі).
1922 року вступив до Київського архітектурного інституту. Його викладачами були Іполит Моргілевський, Валеріан Риков, Василь Кричевський, Олександр Вербицький, Павло Альошин.
В 1929 році закінчив Київський художній інститут.
У 1930 році Холостенко спільно з братом Євгеном, Й. Ю. Каракісом та В. Г. Заболотним створили товариство «Жовтень». Згодом, у 1930-х роках працював у майстерні разом з Й. Каракісом і П. Юрченком. У 1936 році архітектор М. Холостенко разом з архітектором Й. Каракісом розробили проєкт річкового вокзалу Києва.
Помер 3 травня 1978 року. Похований на Міському кладовищі «Берковець».

## Роботи

Будинок спеціалістів на Шулявці

Житловий будинок на Кудрявській, 2

За проєктами архітектора в Києві споруджено:
- будинок кооперативу «Сяйво» на Костьольній вулиці, 11 (1931);
- будинок спеціалістів на Шулявці (1933—1935);
- будинок наукових робітників на Лютеранській, 21/12 (1929—1939)
- проєкт забудови мікрорайону «Соцмісто» у Києві (1936, забудовано частково, не завершено через початок війни; 1943 року більшість споруд знищено);
- Житловий будинок на Кудрявській, 2 (1950–1952);
- селища Ветеранів (1947–1955), Верстатозаводу (1948–1950) та Жовтневе (1950–1956);
- комплекс Центрального ботанічного саду АН УРСР (1951–1964)[1].
- Будівля Центрального універмагу на Хрещатику (в співавторстві з І. Каракісом і Л. Киселевичем[6]; 1932, розібрано недобудованим).

Автор проєктів реставрації:
- Кирилівської церкви (1955);
- Собор Бориса й Гліба (Чернігів) (1952 - 1958);
- Великої дзвіниці Києво-Печерської лаври (1959–1960; у співавторстві).
- Житловий будинок кооперативу «Науковець»[7]